# Cuốc đốm

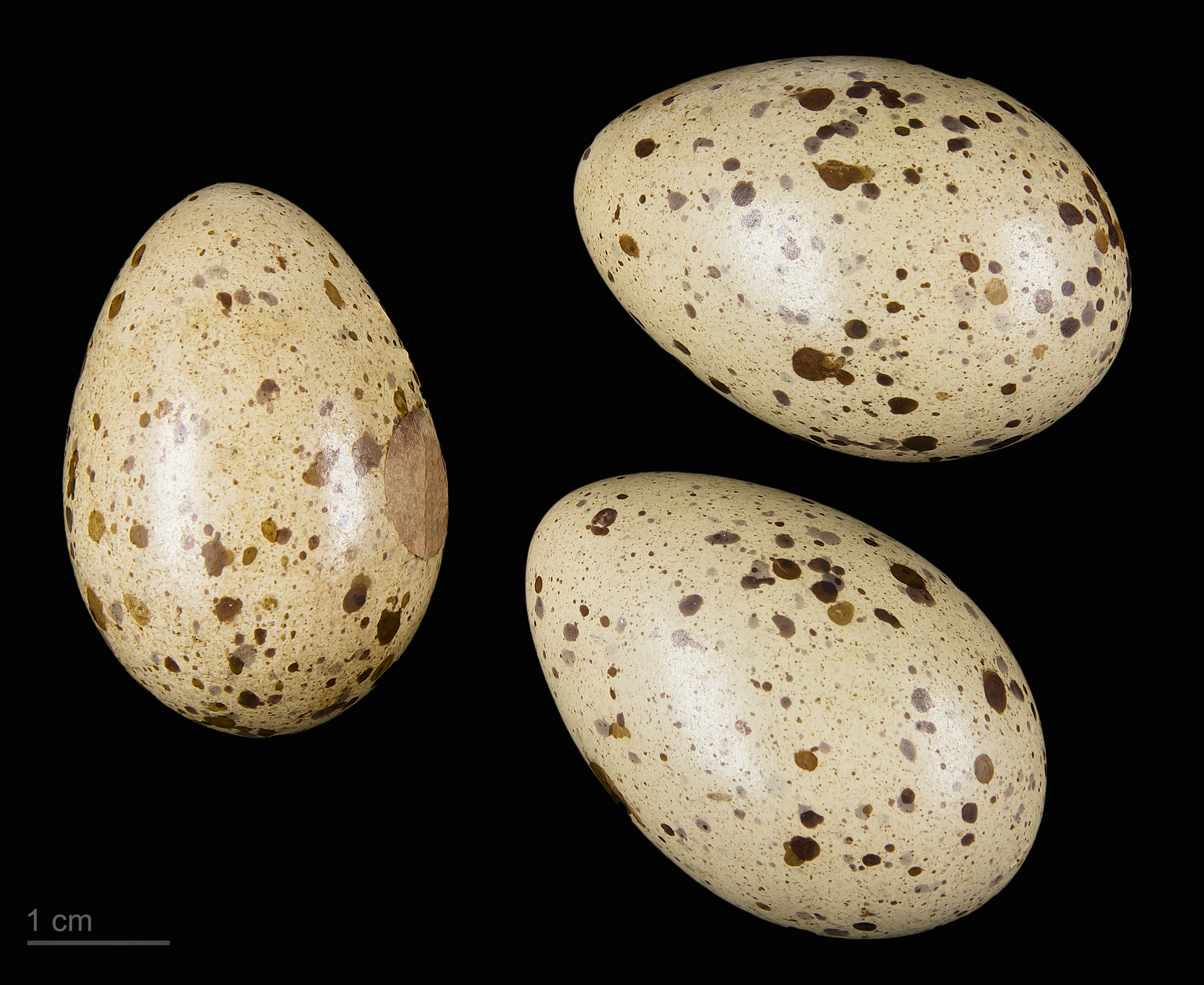
Trứng cuốc đốm

Cuốc đốm (danh pháp khoa học: Porzana porzana) là một loài chim trong họ Rallidae.
Môi trường sinh sản của cuốc đốm là các đầm lầy và các luống cây lau cói khắp vùng ôn đới Châu Âu đến Tây Á. Chúng làm tổ ở một vị trí khô ráo trong thảm thực vật đầm lầy, đẻ 6–15 trứng. Loài này di cư, trú đông ở Châu Phi và Pakistan.
Với chiều dài 19–22,5 cm, cuốc đốm có đốm nhỏ hơn một chút so với gà nước, từ đó chúng dễ dàng phân biệt bằng mỏm thẳng ngắn, màu vàng với nền đỏ. Con trưởng thành chủ yếu có phần trên màu nâu và phần ức màu xám xanh, với những đốm đen và đốm trắng ở hai bên sườn. Chúng có chân màu xanh lục với các ngón chân dài, và một chiếc đuôi ngắn có lông bên dưới.